# کایوکوس (کالیفرنیا)
کایوکوس (به انگلیسی: Cayucos) یک منطقهٔ مسکونی در ایالات متحده آمریکا است که در شهرستان سن لوییز اوبیسپو، کالیفرنیا واقع شده‌است. کایوکوس ۹٫۰۰۶ کیلومتر مربع مساحت و ۲٬۵۹۲ نفر جمعیت دارد و ۲۳ متر بالاتر از سطح دریا واقع شده‌است.